# Црква Рођења Пресвете Богородице у Штипини
Црква Рођења Пресвете Богородице у Штипини, насељеном месту на територији општине Књажевац припада Епархији тимочкој Српске православне цркве.
Црква је подигнута 2005. године, аутора архитекте Бранислава Митровића и пројекта архитекте Биљане Бегенишић.